# Prix Paul-Bourdarie
Le prix Paul-Bourdarie  est un prix littéraire français annuel de l’Académie des sciences d’outre-mer, créé en 2002 et « destiné à récompenser une œuvre littéraire ou artistique ou médicale ou sociale ou d’intérêt général ou scientifique valorisant les qualités d’un pays du continent africain ».
Paul Bourdarie, né à Montfaucon (Lot) le 19 juillet 1864 et mort à Vayrac (Lot) le 21 février 1950, est un explorateur français.

## Liste des lauréats
- 2005 : Éric Deroo pour L’école du Pharo : cent ans de médecine outre-mer, 1905-2005.
- 2006 : Association Francophonie en Quercy.
- 2007 : Victor-Clement Nijs (1924-....) pour Souvenirs d’un administrateur territorial : Congo-Rwanda, 1950-1962.
- 2008 :
  - H. Lopes pour Géopolitique africaine n° 29, janvier-mars 2008.
  - Charles Zorgbibe pour Mirabeau.
- 2009 : Albert Tévoédjrè pour Le bonheur de servir : réflexions et repère.
- 2010 : Non décerné
- 2011 : Scholastique Mukasonga pour L’Iguifou : nouvelles rwandaises.
- 2012 : Jacques Dalodé pour Très bonnes nouvelles du Bénin.
- 2013 : N'deye Maty Sene (1978-....) pour Le commerce des produits maritimes et fluviaux au Sénégal de 1945 à nos jours.
- 2014 : Édouard Le Floc'h et James Aronson (1953-....) pour Les arbres des déserts : enjeux et promesses.
- 2015 : François Neyt pour Trésors de Côte d’Ivoire : les grandes traditions artistiques de la Côte d’Ivoire.
- 2016 : Alain Mabanckou pour Petit Piment.
- 2017 : Jean-Pierre Langellier pour Mobutu.
- 2018 : Benoit Beucher (1978-....) pour Manger le pouvoir au Burkina Faso : la noblesse mossi à l’épreuve de l’histoire.
- 2019 : Baudouin Long pour L’Egypte de Moubarak à Sissi : luttes de pouvoir et recompositions politiques.
- 2020 : David Birmingham (1938-....) pour Histoire de l’Angola, de 1820 à nos jours.
- 2021 : Caroline Laurent pour Rivage de la colère.
- 2022 : Safiatou Diallo pour Politiques de santé en Guinée : de la colonisation au début du XXIe siècle
- 2023 : Non décerné
- 2024 : Denis Sassou-Nguesso pour Le manguier, le fleuve et la souris : L’Afrique, enjeu de la planète et autres textes